# Venancio Ramos
Venancio Ariel Ramos Villanueva  (født 20. juni 1959 i Artigas, Uruguay) er en tidligere uruguayansk fodboldspiller (angriber), der mellem 1978 og 1991 spillede 41 kampe og scorede fem mål for Uruguays landshold. Han deltog blandt andet ved VM i 1986 i Mexico.
På klubplan spillede Ramos primært i hjemlandet hos Montevideo-storklubben CA Peñarol Her var han med til at vinde fire uruguayanske mesterskaber, samt Copa Libertadores og Intercontinental Cup. Han var også tilknyttet Peñarols rivaler Nacional og Defensor Sporting, ligesom han havde udlandsophold i Frankrig hos RC Lens og i Argentina hos Independiente.